# Gloria Union
Gloria Union (グロリア・ユニオン?   subtitulado "Twin Fates in Blue Ocean") es un videojuego de rol táctico para el PlayStation Portable, desarrollado por Sting Entertainment y publicado por Atlus. Es un spin-off de Yggdra Union, e incluyendo Yggdra Unison y Blaze Union es la cuarta instalación de la subserie Yggdra Union y una de las instalaciones de Dept. Heaven. Fue descubierto por la revista Famitsu al final de marzo de 2011 y liberado en junio.
Gloria Union no toma lugar en el mundo de Ancardia, y así que sus conexiones a los otros juegos de Yggdra Unión y la serie Dept. Heaven misma es desconocida.

## Argumento
Hace miles de años, en la era de los piratas, un gran reino llamado Euforia hizo que usara una fuente de poder llamado Deseo (Will).
Durante siglos, Euforia desarrolló algunas personalizaciones basadas en deseo, pero un día, ese poder fue convertida en cristales debido a que la civilización iba decayendo y posteriormente, Euforia se hundió en el océano.
Han pasado siglos, y con el océano cubriendo gran parte del planeta, los mares fueron habitados por algunos piratas. Ellos, al oír la leyenda de los cristales, empieza a cruzar el océano en busca de respuestas.
Entre esos piratas, hay un pequeño niño con un sueño de grandeza.

## Cambios
- Problemas en la interfaz Yggdra Card System usada en Blaze Union (como los parámetros que son ocultos por los comentarios) ahora son rectificadas, ahora los parámetros se muestran en la parte superior de la pantalla, junto con el nombre de la carta.[2]
- Además del tiempo, ahora se dificulta la estrategia con la adición de niebla (reduce visión y formación pero aumenta tiempo de pánico) y lluvia (reduce la potencia de los ataques fuego y armas de fuego) en ciertos mapas.
- La reputación fue renovada: ahora se muestra como fama, y aumenta o reduce por cada victoria y derrota, respectivamente.
- Si bien en Yggdra Union los grifos montados son blancos fáciles para los arqueros, en este juego también son blancos fáciles para los artilleros.
- Algunos mapas y ciertos objetos se pueden cambiar de estilos de formación. La transexual Kyra tiene formación estrella de 8 puntas, lo que admite 16 unidades en vez de 8, a pesar del límite de combate de 5 vs. 5.

### Cartas
Debuta 15 nuevas cartas (48 en total), pero se elimina las cartas exclusivas de los personajes de las precuelas para hacer espacio. Cartas que requieren arqueros ACE son reemplazados por artilleros ACE para coincidir con el tema pirata. Insanity, Coma Karma y Judgement Zero permanecen en esta entrega. Este es el listado actual:
| Nombre                              | ACE           | Portadores                      | Habilidades, restricciones y comentarios                                                                                  |
| ----------------------------------- | ------------- | ------------------------------- | --- |
| Provenientes de Yggdra Union        |               |                                 | |
| DOLL CRAFT (メイクドール)           | Vara          | Brujas                          | Invoca Golems |
| NECRO GATE (ネクロゲート)           | Físico        | Rogan                           | Solo noche, invoca Esqueletos                                                                                             |
| MEDUSA EYE (メデューサアイ)         | Arma de fuego | Todos                           | Petrifica enemigos |
| POISON BREATH (ポイズンブレス)      | Físico        | Esqueletos                      | Envenena enemigos |
| GRAVITY CHAOS (グラヴィティカオス)  | Hacha         | Todos                           | Daño oscuridad y causa CURSE                                                                                              |
| ITEM BREAK (アイテムブレイク)       | Espada        | Espadachines e Ishut            | Rompe objetos |
| STEAL (スティール)                  | Hacha         | Pinger                          | Roba objetos |
| BLOODY CLAW (ブラッディクロー)      | Arma de fuego | Francotiradores                 | Solo noche, elimina al cabecilla enemigo                                                                                  |
| CHARIOT (チャリオット)              | Lanza         | Jinetes                         | Iguala el N.º de unidades                                                                                                 |
| SHIELD BARRIER (シールドバルア)     | ALL           | Todos                           | Anula ataques incluso si es sobreescrito por cartas Break Skill (Exc. cartas de victoria automática)                      |
| FLAME (フレイム)                    | Vara          | Todos                           | Daño fuego e incendia enemigos                                                                                            |
| BLIZZARD (ブリザード)               | Lanza         | Todos                           | Daño hielo (Ondinas cambia la habilidad a DIAMOND DUST, congelando el mapa al terminar la batalla)                        |
| THUNDERBOLT (サンダーボルト)        | Arma de fuego | Todos                           | Daño trueno y paraliza enemigos                                                                                           |
| BANISH (バニッシュ)                 | Espada        | Todos                           | Daño luz |
| EARTHQUAKE (アースクウェイク)       | Físico        | Golems                          | Destruye edificios a 2 cuadras al terminar batalla                                                                        |
| MIND CHANGE (マインドチェンジ)      | ALL           | Todos                           | Si el enemigo es de mismo sexo y tamaño, roba unidades (exc. cabecilla)                                                   |
| REVOLUTION (レヴォリューション)     | Espada        | Valquirias                      | Solo cabecilla, iguala N.º de unidades, Salud reduce a 1/2 al cabecilla enemigo                                           |
| CRUSADE (ジハード)                  | ALL           | Portadores de Gran Centurio     | Solo cabecilla, victoria automática (exclusiva de la versión FHD)                                                         |
| SANCTUARY (サンクチュアリ)          | ALL           | Todos                           | Solo día, revive acompañantes                                                                                             |
| REFRESHMENT (リフレッシュメント)    | ALL           | Chicas                          | Revierte estados y recupera Morale al grupo                                                                               |
| FORTUNE (フォーチュン)              | ALL           | Todos                           | Aumenta el parámetro LUK                                                                                                  |
| KISS OF DEATH (キスオブデス)        | ALL           | Todos                           | Solo noche, AT es alterado pero... / dura 7.77 s.                                                                         |
| MIRAGE (ミラージュ)                 | ALL           | Todos                           | Originalmente Act Skill en Yggdra Union y cambiada a Break Skill en Blaze Union, cambia la zona GEO                       |
| BANSHEE'S CRY (バンシーズクライ)    | Espada        | Todos                           | AT enemigo cae a una estrella grande                                                                                      |
| IVY WHIP (アイヴィウィップ)         | ALL           | Todos                           | Si el enemigo está en bosque, causa daño                                                                                  |
| MANTRAP (マントラップ)              | ALL           | Todos                           | Si el enemigo está en pantano, causa daño                                                                                 |
| SANDSTORM (サンドストーム)          | ALL           | Todos                           | Si el enemigo está en arena, causa daño                                                                                   |
| ROCKFALL (ロックフォール)           | ALL           | Todos                           | Si el enemigo está en montaña, causa daño y enlentece                                                                     |
| ACE GUARD (エースガード)            | ALL           | Solo el Ace varón puede activar | Evita daños de primer ataque y de reacciones                                                                              |
| Provenientes de Yggdra Union (PSP)  |               |                                 | |
| COMA KARMA (コーマカルマ)           | Vara          | Pamela y guardias de Asgard     | duerme enemigos |
| JUDGEMENT ZERO (ジャッジメントゼロ) | Vara          | Gariored                        | Daño hielo aleatorio |
| Provenientes de Blaze Union         |               |                                 | |
| INSANITY (インサニティ)             | Espada        | Ajo Grafor                      | Causa daño y cambios de estado aleatorios                                                                                 |
| VISE (ヴァイス)                     | ALL           | Todos                           | Aumenta LUK al MAX |
| Nuevas cartas                       |               |                                 | |
| TIDAL WAVE (タイダルウェイブ)       | ALL           | Personajes con mayor fama       | Reduce el N.º de unidades hasta llegar al cabecilla                                                                       |
| VOLCANNON (ヴォルカノン)            | ALL           | Personajes con mayor fama       | Daño físico, ignora GEN e incendia enemigos                                                                               |
| GRAND SPEAR (グランドスピアー)      | ALL           | Personajes con mayor fama       | Daño físico y reduce GEN                                                                                                  |
| BURST WING (バーストウィング)       | ALL           | Personajes con mayor fama       | Daño físico y reduce precisión                                                                                            |
| HOLY (ホーリー)                     | ALL           | Personajes con mayor fama       | Daño basado en la barra de ira / rompe las barras agresividad e ira                                                       |
| MEGID (メギド)                      | ALL           | Gariored y Ashley               | Victoria automática |
| FUSILLADE (フューゼレイド)          | Arma de fuego | Elisha                          | Daño físico / puede eliminar al cabecilla                                                                                 |
| COALESCE (コウアレス)               | Vara          | Lulu                            | AT x (N.º de unidades sacrificadas + portador) / no se usa si solo está el cabecilla                                      |
| TYRANT (タイラント)                 | Hacha         | Pinger                          | Siempre AGRESSIVE y parámetros al MAX pero el portador se duerme al terminar batalla / rompe las barras agresividad e ira |
| DREADNOUGHT (ドレッドノート)        | Hacha         | Zazarland                       | Causa graves daños |
| SALVATION (セルヴェイション)        | Lanza         | Minnesota                       | Sacrifica al cabecilla para revivir a los demás acompañantes                                                              |
| METEOR (メテオ)                     | Vara          | Locomoco                        | Causa graves daños |
| MAGIC SHIELD (マジックシールド)     | Vara          | Solo mujeres portadoras de vara | Anula ataques incluso si es sobreescrito por cartas Break Skill durante un turno                                          |
| CRUCIFIXION (クルーシフィクション)  | Lanza         | Raspberry                       | Detiene enemigos |
| TRICKSTER (トリックスター)          | Arma de fuego | Tracey                          | Usa la carta oponente en su contra                                                                                        |

Notas
- El texto de las cartas aparecen en inglés y entre paréntesis en japonés.
- Ciertas cartas tienen N.º de movidas cambiadas.

### Personajes genéricos
Algunos personajes tienen clases renombradas. Además, debido a que está ambientado en la era pirata, los arqueros fueron remplazados por artilleros, manteniendo el sexaje. Desaparece dragones y ángeles.
| Clase                         | Arma                                  | Sexo  | Movida                                                                 | Comentarios                                            |
| ----------------------------- | ------------------------------------- | ----- | ---------------------------------------------------------------------- | ------------------------------------------------------ |
| Espadachín (Chaser)           | Espada                                | Varón | Pie                                                                    | Anula trueno                                           |
| Paladín                       | Espada                                | Varón | desconocido                                                            | Cancela cambios de estado                              |
| Zepar                         | Espada                                | Varón | Pie                                                                    | Anula trueno y oscuridad, pero débil contra luz        |
| Valquiria (Valkyrie)          | Espada                                | Mujer | Pie                                                                    | Doble daño contra golems                               |
| Pirata (Pirate)               | Hacha                                 | Varón | Pie                                                                    | Doble daño contra ondinas                              |
| Andras                        | Hacha                                 | Varón | Pie                                                                    | Anula oscuridad, pero débil contra luz                 |
| Guerrera de hacha (AxBattler) | Hacha                                 | Mujer | Pie                                                                    | Ventaja en montañas, pero débil contra hielo           |
| Grifo montado (Griffon Rider) | Hacha                                 | Mujer | Vuelo (no es afectado por terrenos paralizantes, como arena o pantano) | Blanco fácil para los artilleros                       |
| Jinete (Knight)               | Lanza                                 | Varón | Caballo                                                                | Transpasa enemigos, débil en bosques                   |
| Marino (Sailor)               | Lanza                                 | Varón | Pie                                                                    | Doble daño en playa, pero débil en bosque              |
| Eligor                        | Lanza                                 | Varón | ?                                                                      | Anula hielo y oscuridad, pero débil contra fuego y luz |
| Ondina (Undine)               | Lanza                                 | Mujer | Agua (también puede moverse en tierra firme)                           | Daño hielo en AGRESSIVE                                |
| Francotirador (Sniper)        | Arma de fuego (No puede contraatacar) | Varón | Pie                                                                    | Daño oscuridad en AGRESSIVE; Débil con lluvia          |
| Leraje                        | Arma de fuego (No puede contraatacar) | Varón | Pie                                                                    | Daño oscuridad en AGRESSIVE                            |
| Artillera (Gunner)            | Arma de fuego (No puede contraatacar) | Mujer | Pie                                                                    | Débil con lluvia                                       |
| Necrofago (Necromacer)        | Vara                                  | Varón | Pie (Warp de noche)                                                    | Anula oscuridad, pero débil contra luz                 |
| Bruja (Witch)                 | Vara                                  | Mujer | Pie                                                                    | Anula fuego                                            |
| Golem                         | Físico                                | N/A   | Lento                                                                  | Destruye edificios                                     |
| Esqueleto (Skeleton)          | Físico                                | N/A   | Pie                                                                    | Duerme de día                                          |

Nota
AGRESSIVE se entiende por modo AGRESSIVE en la barra de agresión y RAGE en la barra de ira.